# Kolsvedja
Kolsvedja är ett område norr om Ljusdal i Ljusdals kommun. På somrarna brukar det här vara en konstutställning. Det finns också en övergiven hoppbacke här.